# Абхазская православная церковь
Абхазская правосла́вная це́рковь (или Пицу́ндский католикоса́т) — неканоническая автономная православная церковь, самопровозгласившая свой автономный статус в Абхазии, территория которой признаётся иными поместными церквями, включая Московский патриархат (де-юре), частью канонической территории Грузинской церкви, входящей в Пицундскую и Сухумо-Абхазскую епархию ГПЦ. Де-факто православные клирики в Абхазии с начала 2000-х годов состоят в Майкопской епархии РПЦ.
Абхазская православная церковь не получила признания со стороны поместных православных церквей; с мая 2011 года имеет место раскол внутри её, который был учинён при деятельном участии иеромонахов Дорофея (Дбара) и Андрея (Ампара), за что они и были запрещены в священнослужении Майкопской епархией РПЦ.

## История
После того как митрополит Даниил (Датуашвили), епископ Грузинской Церкви, вследствие поражения Грузии в грузино-абхазском конфликте, в 1993 году покинул Сухумскую епархию, протоиерей Виссарион Аплиаа вступил в должность настоятеля Сухумского кафедрального собора, приняв на себя должность временно управляющего епархией, а также попытался наладить отношения с Московским Патриархатом в связи с чем несколько раз неофициально встречался с Патриархом Алексием II. Также неофициально встречался с католикосом Грузии Илией II.
В 1998 году был создан Епархиальный совет Сухумо-Абхазской епархии. На первом заседании Совета в том же году, был принят Устав Епархии и избран управляющий Епархиальным Советом Сухумо-Абхазской епархии священник Виссарион Аплиаа. Молодые абхазы, посланные Виссарионом на обучение в семинарии РПЦ, возвращались в епархию с 1998 года.
В 1999 году настоятелем Новоафонского монастыря стал выпускник Московской иконописной школы — иеромонах Андрей (Ампар).
В мае 2005 года в адыгейской столице Майкопе, при посредничестве епископа Майкопского Пантелеимона (Кутового), состоялись переговоры протоиерея Виссариона и духовенства монастырей на Новом Афоне и в Команах. В результате было принято решение о совместном управлении епархией. Иерей Виссарион и иеромонах Андрей были объявлены равными сопредседателями епархиального совета, а окончательное разрешение проблем планировалось решить на церковном соборе.
Из-за разногласий с иереем Виссарионом в январе 2007 года иеромонаху Дорофею (Дбар) пришлось отправиться на учёбу в Фессалоникийский университет, оставив настоятельство в монастыре свт. Иоанна Златоуста в Команах и ректорство в Новоафонском училище. При последующем настоятеле, назначенном иереем Виссарионом, иеромонахе Григории (Хоркине) монастырь пришёл в запустение, в 2007 году закрылось Новоафонское Духовное училище и Регентская школа. Во избежание дальнейших конфронтаций, иеромонах Андрей (Ампар) отказался от должности сопредседателя совета. В марте 2007 года был принят новый устав епархии.
В июле 2009 года на заседании Епархиального собрания по предложению о. Виссариона Аплиаа секретарём Сухумо-Абхазской епархии избран иеромонах Андрей (Ампар).
С 12 августа 2008 года, по установлении абхазского управления в верховьях Кодора, под управлением Абхазской епархии оказался сванский монастырь Святого Георгия в селе Ажара.
15 сентября 2009 года на внеочередном Епархиальном собрании всего духовенства Абхазии были приняты следующие решения:
- Объявить о прекращении деятельности Сухумо-Абхазской Епархии Грузинской Православной Церкви на территории Республики Абхазия.
- Объявить о создании Пицундской и Сухумской Епархии Абхазской Православной церкви.
- Внести соответствующие изменения в Устав Епархии.
- Подготовить соответствующие обращения ко всем православным поместным церквям, наипаче же к католикосу патриарху Тбилисскому и всея Грузии, архиепископу Мцхетскому Илии II, а также патриарху Московскому и всея Руси Кириллу, Священным синодам Грузинской и Русской православных церквей — с молитвенной просьбой в восстановлении Абхазской православной церкви, прекратившей своё существование в 1795 году.
- 15 сентября 2009 года отметить как памятную дату православной церкви в Абхазии.

После этого обращения протоиерей Николай Балашов, заместитель председателя Отдела внешних церковных связей Московского патриархата сообщил, что «Решения об изменении статуса Православной церкви в том или ином регионе никогда не принимаются в одностороннем порядке, так же как и вопрос об изменении канонических церковных границ. Это вопрос для диалога между поместными церквами. Между Русской и Грузинской Церковью такой дружественный и братский диалог ведётся, и мы надеемся общими усилиями достигнуть решения вопроса». Католикос-Патриарх всея Грузии Илия ІІ заявил, что «Данное заявление мы не должны воспринимать всерьёз, так как ни у кого нет права объявлять независимость от родной Церкви».
24 октября 2009 года председатель ОВЦС МП архиепископ Иларион (Алфеев), подтвердив позицию Московской Патриархии о нерушимости границ юрисдикции Грузинской Церкви, подчеркнул, что, по его мнению, в Абхазии нет раскола:

Несмотря на изменение политических границ, мы по-прежнему считаем Абхазию частью канонической территории Грузинской Православной Церкви. Однако мы видим, что де-факто Грузинская Православная Церковь там сейчас присутствовать не может: ни один грузинский епископ или священник не имеет возможности приехать в Абхазию, чтобы окормлять верующих. Значит, мы должны помочь осуществлять пастырскую деятельность находящимся там канонически рукоположённым абхазским священнослужителям. Мы должны помочь им обрести хотя бы временный канонический статус.

Во исполнение Постановления Епархиального Собрания Пицундской и Сухумской Епархии Абхазской Православной Церкви, 4 ноября 2009 года клирики и миряне Абхазии обратились к предстоятелям Поместных Православных Церквей с «просьбой о помощи в Богоугодном и благочестивом деянии, каноническом восстановлении и возрождении Абхазской Православной Церкви». Первое послание было адресовано блаженнейшему Илии II, предстоятелю Грузинской Православной Церкви, второе, святейшему Кириллу, патриарху Московскому и всея Руси.
В апреле 2011 года было сообщено, что в связи с неоднократными обращениями иерея Виссариона Аплиаа, Патриарх Московский и всея Руси Кирилл направил в Новоафонский монастырь нового настоятеля игумена Ефрема (Виноградова). Назначение последнего — вместо иеромонаха Андрея (Ампар) — вызвало волну возмущений и острую реакцию среди братии монастыря и ряда иных членов Абхазской церкви.
15 мая 2011 года на церковно-народном собрании в Новоафонском монастыре, на котором присутствовало 1116 клириков и мирян, а также представители парламента и общественных организаций Абхазии, других религиозных конфессий был создан Совет Абхазской митрополии. Совет будет являться действующим органом управления Священной митрополии Абхазии с кафедрой в Новом Афоне, до решения канонического статуса Православной Церкви в Абхазии и образования полноценных институтов её управления. Председателем Совета Абхазской митрополии и кандидатом в епископы митрополии был избран архимандрит Дорофей (Дбар). Священная митрополия Абхазии зарегистрирована в министерстве юстиции республики.

## Современное состояние
Временное управление Абхазской церковью осуществляет иерей Виссарион Аплиаа. В 2011 году была организована Священная митрополия Абхазии, которую духовенство АПЦ обвинило в расколе. Таким образом с этого года в Абхазии де-факто действуют две церковные структуры.
Количество приходов на 2006 год — 10, монастырей — 1 (свт. Иоанна Златоуста в с. Команы на месте погребения святителя, в 15 км к северу от Сухума). Позже число увеличилось: монастырей 2, приходов 15, общее число церквей — 144.
После войны 1992—1993 в Абхазии осталось всего 4 священника: 3 русских: протоиерей Пётр Самсонов (настоятель Успенского собора в Лыхны), иеромонах Павел Харченко и игумен Виталий Голубь, и один абхаз — Виссарион Аплиаа.
На 2011 год в клире Абхазской православной церкви состоит около 9 священнослужителей, из них 4 монашествующих.
Богослужения совершаются на церковно-славянском языке, в некоторых храмах отдельные возгласы, Символ веры и Отче наш могут затем повторяться на абхазском. В Гальском районе действует приход в храме вмч. Георгия Победоносца. Настоятель иерей Матфей Тужба свершает богослужения на церковно-славянском, абхазском и грузинском языках.
10 февраля 2011 года решением Правительства Абхазии в безвозмездное и бессрочное пользование Абхазской православной церкви было передано 38 храмов из числа объектов историко-культурного наследия Абхазии, в результате чего Абхазская православная церковь стала самым крупным землепользователем Абхазии.
В декабре 2011 года в связи с частным визитом в Сухум иерарха Элладской православной церкви епископа Христианупольского Прокопия (Петридиса), Грузинская православная церковь направила главе Элладской церкви ноту протеста, указывая на отсутствие разрешения на данный визит со стороны Грузинского Патриархата.
9 января 2012 года члены Священной митрополии Абхазии были приняты патриархом Константинопольским Варфоломеем, членом Священного Синода Константинопольского Патриархата и председателем Межправославной комиссии митрополитом Пергамским Иоанном (Зизиуласом) и архиграмматевсом (старшим секретарём) патриархии, архимандритом Варфоломеем (Самарасом), пообещавшим абхазским клирикам свою поддержку в разрешении вопроса о каноническом статусе митрополии Абхазии. Представитель Московского Патриархата протоиерей Николай Балашов скептически прокомментировал информацию о возможных контактах Константинопольского патриархата с запрещёнными клириками Майкопской епархии архимандритом Дорофеем (Дбар) и иеромонахом Андреем (Ампар), а Грузинский Патриархат пообещал сделать официальное сообщение лишь после перепроверки информации.
31 января в конференц-зале АБИГИ им. Д. И. Гулиа прошёл круглый стол, посвящённый проблемам абхазского церковного вопроса. По итогам заседания был создан оргкомитет по проведению Народного собрания (схода) на площади Свободы в г. Сухум.
3 февраля 2012 года на площади Свободы г. Сухум прошло санкционированное властями Народное собрание (сход) по вопросу решения абхазского церковного вопроса. На сходе приняли участие представители государственных и общественных организаций, интеллигенции, жители городов и сёл страны. Сход принял Обращение к президенту и парламенту РА, патриарху Кириллу и вселенскому патриарху Варфоломею I.
В феврале 2014 года в Сухуме открыто духовное училище имени Святого Иоанна Златоуста.
22 октября 2018 года Церковный Совет Абхазской Православной Церкви выступил с заявлением, осуждающим действия Константинопольского Патриархата на Украине. Церковный Совет поддержал позицию Русской Православной Церкви и призвал «не вступать в молитвенное и евхаристическое общение с теми, кто разделяет и пытается властвовать, попирая церковные каноны и правила».
Хотя монастырь используется «Священной Митрополии Абхазии», у которой имеется широкая народная и гражданская поддержка, однако принадлежность монастыря оспаривается сторонниками Абхазской православной церкви, которую в свою очередь де-факто поддерживает РПЦ. 
В 2019 году сторонники АПЦ организовали поход на Новоафонский монастырь, который с 2011 года находится в ведении членов Священной митрополии Абхазии, однако поход был пресечен спецслужбами Абхазии. Несмотря на некоторые противоречия АПЦ, которую де-факто поддерживает РПЦ, с членами Священной митрополии Абхазии, которая в свою очередь имеет широкую поддержку среди абхазского населения, тем не менее обе структуры едины в своём стремлении обрести церковную независимость от Грузинской православной церкви и обрести автокефалию.